# Certima primada
Certima primada är en fjärilsart som beskrevs av Paul Dognin 1900. Certima primada ingår i släktet Certima och familjen mätare. Inga underarter finns listade i Catalogue of Life.